# Emoia tongana
Emoia tongana este o specie de șopârle din genul Emoia, familia Scincidae, descrisă de Werner 1899. A fost clasificată de IUCN ca specie cu risc scăzut. Conform Catalogue of Life specia Emoia tongana nu are subspecii cunoscute.